# 髙橋明日香
髙橋 明日香（たかはし あすか、1999年11月13日 - ）は、栃木県足利市出身のバドミントン選手。ヨネックス所属。165cm、右利き。

## 略歴
富岡町立富岡第一中学校から福島県立ふたば未来学園高等学校出身。2018年日本B代表入りし、ヨネックスエストニアインターナショナルで初タイトルを獲得した。